# Kelebija
Kelebija (cyr. Келебија) – wieś w Serbii, w Wojwodinie, w okręgu północnobackim, w mieście Subotica. W 2011 roku liczyła 2142 mieszkańców.